# Mauritiussalangane
Die Mauritiussalangane oder Maskarenensalangane  (Aerodramus francicus, Syn.: Collocalia francica) ist eine Vogelart aus der Familie der Segler (Apodidae). Die Art gehört zu den Salanganen und ist mit einer Körperlänge von 10,5 Zentimetern einer der kleineren Vertreter dieser Gruppe. Wie die meisten Salanganen verfügt die Mauritiussalangane über die Fähigkeit zur Echoortung, was ihr ermöglicht, die in Höhlen liegenden Brutkolonien aufzusuchen. Sie kommt ausschließlich auf Mauritius und Réunion vor, ist also auf diesen beiden zu den Maskarenen zählenden Inseln endemisch. Der Bestand wird auf 10.000 bis 20.000 Individuen geschätzt. Wegen dieses recht kleinen Gesamtbestands und des eng begrenzten Verbreitungsgebietes wurde die Art in die Vorwarnliste der IUCN als „potenziell gefährdet“ (near threatened) aufgenommen.

## Merkmale

### Aussehen
Die Mauritiussalangane ist mit einem grau-weißen Bürzel und einem leicht gegabelten Schwanz eine typische Salangane. Die Körperlänge beträgt ungefähr 10,5 Zentimeter, die Flügellänge liegt zwischen 108 und 117 Millimetern, im Mittel bei 112 Millimetern. Das Gewicht liegt im Normalfall zwischen 9,2 und 9,6 Gramm, geschlechtsspezifische Größenunterschiede sind nicht zu erkennen. Die Beine sind sehr kurz und schwarz.

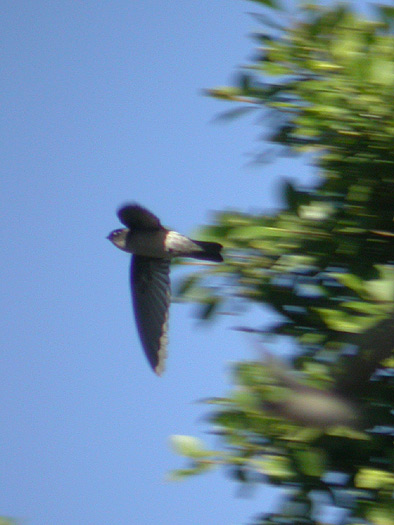
Mauritiussalangane

Der schwarzbraune Oberkopf und die braunen Ohrdecken vermitteln in Verbindung mit der deutlich helleren graubraunen Kehle den Eindruck einer Kopfkappe. Die Färbung der Oberseite ist wie die des Oberkopfes dunkelbraun, mit Ausnahme des deutlich helleren grau-weißen Bürzels, dessen Färbung sich aber sehr unscharf von den umgebenden dunkleren Gefiederpartien abgrenzt. Die Unterseite ist recht hell graubraun, bis auf die etwas dunkleren Unterschwanzdecken. Die Oberseite der Flügel erscheint noch dunkler als die restliche Oberseite, insbesondere außen. Auf der helleren Flügelunterseite erscheinen die Schwungfedern und großen Armdecken blasser als die dunkleren mittleren und kleinen Armdecken. Die Geschlechter sind äußerlich nicht zu unterscheiden. Die Vertreter von Réunion zeigen gewisse Unterschiede gegenüber den Artgenossen von Mauritius, sie sind dunkler gefärbt, insbesondere im Bereich der Unterschwanzdecken. Möglicherweise könnten diese Unterschiede die Anerkennung verschiedener Unterarten für die beiden Inseln rechtfertigen.
Da die Mauritiussalangane die einzige auf den Maskarenen vorkommende Salanganenart ist, gibt es im Normalfall keine Bestimmungsprobleme. Von der ähnlichen, etwas größeren Seychellensalangane unterscheidet sich die Mauritiussalangane durch die etwas kürzeren Flügel, einen kleineren Schnabel, eine etwas dunklere Unterseite und einen deutlich helleren Bürzel.

### Lautäußerungen
Die schwätzenden Schreie der Mauritiussalanganen sind insbesondere in der Nähe der Nisthöhlen zu hören. Innerhalb der Höhle, insbesondere wenn die Vögel ein- oder ausfliegen, ist eine ständige Folge der zur Echoortung dienenden Klicklaute zu vernehmen. Solche Klicklaute sind gelegentlich auch außerhalb der Nisthöhlen wahrzunehmen.

## Verbreitung

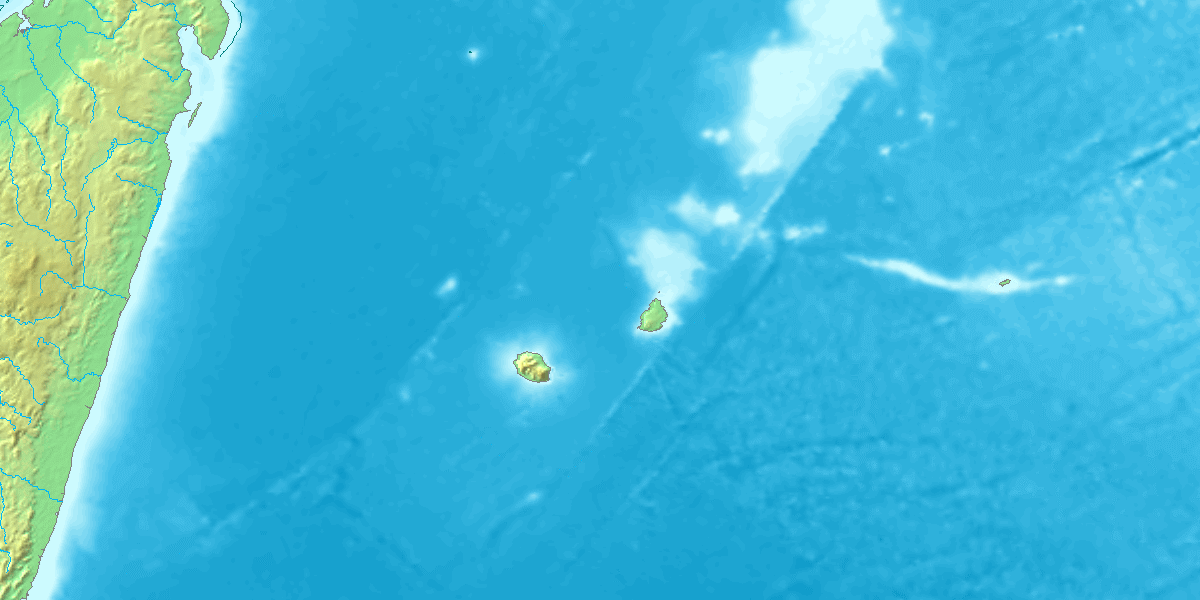
Réunion (mittig links) und Mauritius (mittig rechts), im Westen die Küste Madagaskars

Die Mauritiussalangane ist auf den beiden Maskareneninseln Mauritius und Réunion endemisch. Zusammen mit der nahe verwandten Seychellensalangane (Aerodramus elaphrus) ist sie die am weitesten westlich vorkommende Salanganenart. Diese beiden Arten stellen eine biogeographische Besonderheit dar, da es keine weitere Salanganenart im Umkreis von 2000 Kilometern gibt. Die geographisch nächste Salanganenart ist die in Südindien und auf Sri Lanka vorkommende Malabarsalangane (Aerodramus unicolor). Die Mauritiussalangane ist ein Standvogel; es gab vermeintliche Sichtungen auf Madagaskar, die jedoch zweifelhaft sind.

## Lebensraum
Mauritiussalanganen sind in allen Lebensräumen der Inseln anzutreffen. Als Nisthöhlen werden typischerweise Lavatunnel genutzt. Als Eingänge dienen häufig Bodenlöcher, die einen Zugang durch das Höhlendach ermöglichen. Teilweise hat sich durch den Einbruch des Höhlendachs auch ein Graben gebildet, der ihnen den Zugang zur Höhle ermöglicht. Auch die Austrittsstellen unterirdischer Wasserläufe dienen als Eingänge. Auf Réunion haben sich Mauritiussalanganen auch in einem stillgelegten Eisenbahntunnel zwischen Saint-Denis und La Grande Chaloupe angesiedelt.

## Verhalten und Nahrungserwerb
Die Aktivität der Vögel beschränkt sich auf Zeiten mit Tageslicht, obwohl die Tiere in der Lage sind, sich mittels Echoortung im Dunkeln der Bruthöhlen zurechtzufinden. Die Mauritiussalanganen kommen auch außerhalb der Brutzeiten zu ihren in den Höhlen liegenden Nistplätzen zurück und übernachten paarweise. Sie treffen im Regelfall weniger als 20 Minuten, maximal 35 Minuten nach Einbruch der Dunkelheit in der Nisthöhle ein. Im Gegensatz dazu ist die Seychellensalangane noch lange nach dem Dunkelwerden aktiv; sie hat die deutlich größeren Augen.
Das Verhalten der Mauritiussalanganen ist typisch für kleine Seglerarten. Bei der Nahrungssuche sind sie einzeln oder in kleinen Gruppen anzutreffen, selten sind es größere Schwärme. Wenn sie nicht über Binnenseen jagen, befinden sich dabei im Regelfall mehr als 20 Meter über dem Boden, nur gelegentlich fliegen sie tiefer. Bei gutem Wetter suchen sie auch in deutlich größeren Höhen nach Nahrung. Bei verschiedenen Untersuchungen auf Mauritius und auf Réunion von insgesamt fünf Futterballen, die die Altvögel zur Fütterung ihrer Jungen gesammelt hatten, bildeten Zweiflügler (Diptera) mit einem Anteil von 53 bis 60 Prozent den Hauptbestandteil der Nahrung. Ebenfalls nachgewiesen mit Anteilen teilweise zwischen 10 und 20 Prozent wurden Schnabelkerfe (Hemiptera), Staubläuse (Psocoptera), Käfer (Coleoptera) und Hautflügler (Hymenoptera), Spinnentiere waren nur in den auf Réunion gesammelten Ballen nachzuweisen, es handelte sich dabei ausschließlich um Webspinnen (Araneae), deren Anteil betrug 3 Prozent. Bei den auf Mauritius untersuchten Futterballen war die Größe der gesammelten Beutetiere bemerkenswert einheitlich, sie lag zwischen 1,6 und 3,2 Millimetern, bis auf wenige Ausnahmen, bei denen es sich im Wesentlichen um schwärmende Ameisen mit einer Größe zwischen 5,2 und 8,2 Millimetern handelte.

## Fortpflanzung
Mauritiussalanganen brüten das ganze Jahr über, auf Mauritius ist im Gegensatz zu allen anderen dort vorkommenden Landvögeln keinerlei Zusammenhang zwischen Brut- und Jahreszeiten feststellbar. Auch innerhalb einer Kolonie erfolgt die Brut nicht synchron. Das Nest ist eine selbst tragende Halbschale, die konsolenartig an mehr oder weniger senkrechten Flächen im Bereich des Höhlendachs befestigt wird. Das Nest besteht vorwiegend aus pflanzlichem Material oder Flechten, beispielsweise Bartflechten. Die „Nadeln“ der Kasuarinen werden als Nistmaterial verwendet und bei im Landesinneren gelegenen Bruthöhlen gelegentlich auch Koniferennadeln. Diese Bestandteile werden mit Speichel verklebt, die Konzentration des Speichels ist aber im Vergleich zu anderen Salanganenarten nur im Bereich der Nestbasis groß. Bei Gelegeverlust dauert es vier bis sechs Wochen, bis das neue Nest fertig ist und die Eier gelegt werden, der Nestbau nach einer Brutpause dauert länger.
Das Gelege besteht im Regelfall aus zwei Eiern, diese sind kreideweiß und im Mittel 19,4 × 13,0 Millimeter groß. Die Bebrütungszeit dauert etwa 21 bis 23 Tage, die Jungen schlüpfen weitgehend synchron und verbleiben 45 bis 55 Tage im Nest. Wenn die Nester nicht durch Menschen zerstört werden, ist der Bruterfolg sehr hoch: Bei einer Untersuchung von zwei Höhlen auf Mauritius schlüpften aus 84 Prozent der Gelege die Jungen und diese flogen bis auf wenige Ausnahmen aus. Allerdings wurde ein beträchtlicher Teil der Nester während der Untersuchung vandaliert und zerstört. Sind die Vögel ungestört, ist von zwei, möglicherweise auch drei Bruten pro Jahr auszugehen. Bei vier beobachteten Nestern betrug die Pause zwischen zwei aufeinander folgenden erfolgreichen Bruten drei Wochen.

## Bestand und Gefährdung
Mit 4400 Quadratkilometern deckt das Verbreitungsgebiet nahezu die gesamten Inselflächen von Mauritius und Réunion ab. Früher war die Mauritiussalangane auf Mauritius häufiger als auf Réunion, mittlerweile ist es aufgrund gegenläufiger Entwicklungen umgekehrt. Auf Réunion wird die Gesamtzahl adulter Individuen auf mindestens 10.000 geschätzt, eine Schätzung auf Mauritius kam auf eine Mindestzahl von etwa 2250 bis 2600 Vögeln. Da das Verbreitungsgebiet klein und die Bestandszahlen recht niedrig sind, wurde die Art in die Vorwarnliste der IUCN aufgenommen. Falls der Bestandstrend sich auch auf Réunion negativ entwickeln sollte, wäre die Einstufung in eine höhere Schutzkategorie erforderlich.
Heute spielt die Verwertung der Nester für die „Schwalbennestersuppe“ keine Rolle mehr; im 19. Jahrhundert war dies noch ein kleineres Gewerbe. Dafür hält sich noch im 21. Jahrhundert das Gerücht, die Nester könnten zur Verstärkung der Wirkung von Cannabis verwendet werden. Zudem werden die Höhlen auf Mauritius für verschiedenste Aktivitäten genutzt, beispielsweise illegales Glücksspiel. Teilweise werden die Nester auch durch Vandalismus zerstört oder die Vögel durch Verbrennen von Autoreifen am Höhleneingang ausgeräuchert. Auf Réunion sind die Planungen der touristischen Entwicklung mit Canyoning und sonstigem Höhlentourismus eine mögliche Bedrohung, auch Störungen durch Höhlenforscher beeinträchtigen den Bruterfolg der Vögel. Möglicherweise ist die Ausweisung von Schutzgebieten erforderlich.

## Systematik
Im Jahr 1970 wurden alle ursprünglich der Gattung Collocalia zugeordneten Salanganenarten in drei Gattungen neu aufgeteilt: Alle Arten, die über die Fähigkeit zur Echoortung verfügten, wurden dabei in die Gattung Aerodramus gestellt. Seitdem wurde jedoch nachgewiesen, dass die zur Gattung Collocalia gestellte Zwergsalangane (C. troglodytes) ebenfalls zu den echoortenden Arten zählt. Die Monophylie der bisher zur Gattung Aerodramus gestellten Arten wurde jedoch auch durch molekulargenetische Untersuchungen bestätigt.
Die Schwesterart der Mauritiussalangane, die Seychellensalangane, wurde von einigen Autoren als Unterart der Mauritiussalangane angesehen. Gegen die Zusammenfassung dieser beiden Arten sprechen morphologische Unterschiede, unterschiedliche Unterarten der parasitierenden Kieferlausarten (Gattung Dennyus) sowie vor allem die Ergebnisse molekulargenetischer Untersuchungen. Unter Verwendung einer Kalibrierung der molekularen Uhr von 2 Prozent pro einer Million Jahre führen die Ergebnisse der Untersuchung von mitochondrialer DNA zur Annahme, dass sich eine gemeinsame Stammart der Mauritius- und Seychellensalanganen vor 500.000 Jahren in die beiden getrennten Arten aufgespalten hat. Weiterhin wird vermutet, dass sich diese Stammart vor etwa einer Million Jahren von den anderen Salanganenarten getrennt hat.